# Manitol

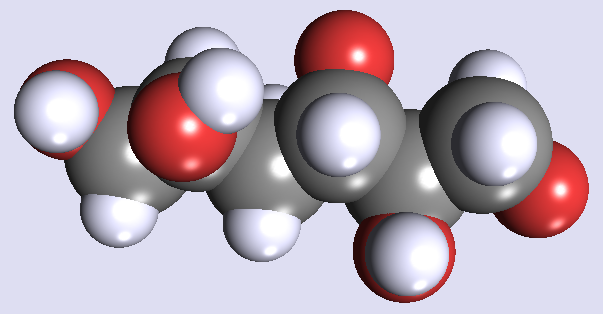
Fórmula Molecular de 87-78-5Peso Molecular de C6H14O6: 182.17 Descrição: cristais brancos para fora branco pó Spec: USP/BP/EP

O manitol é um tipo de açúcar que pode ter várias utilizações como por exemplo:
- Na fabricação de condensadores eletrolíticos secos, que são usados em rádios, videocassetes e televisores, podendo por isso tais aparelhos serem atacados por insetos, em particular formigas.
- Em alimentos dietéticos.
- No fabrico de resinas e plastificantes.
- Como diurético.
- Como adoçante.
- Em diversas doenças.
- Em um acidente vascular cerebral agudo pode ser usado para diminuir a pressão intracraniana (sua administração nos vasos sanguíneos aumenta a pressão osmótica dos vasos, o que leva passagem de líquido do sistema nervoso para o sistema circulatório, drenando a caixa craniana).

## Controvérsia
Os 3 estudos publicados pelo médico brasileiro Júlio Cruz demonstrando a eficacia de altas dosagens do manitol no tratamento de paciente após um acidente vascular cerebral agudo são questionados na literatura. Em 2005 o Dr. Cruz cometeu suicídio e a Universidade Federal de São Paulo, da qual ele se dizia filiado, anunciou que ele nunca foi empregado de lá. Atualmente a Cochrane suspendeu a recomendação para uso do manitol  e há indícios de que ele pode agravar um edema cerebral.